# 英国スピリチュアリスト協会
英国スピリチュアリスト協会（えいこくスピリチュアリストきょうかい、英: Spiritualist Association of Great Britain, SAGB）は、心霊主義の原理を伝道することを目的として、1872年に創立された。1940年代にロンドンのベルグレイブ・スクエアに拠点を移し、現在も同地に居を構える。同協会は何人に対しても門戸を開いており、会員および非会員の別を問わない。